# Loloanaa (Lolomatua)
Loloanaa is een bestuurslaag in het regentschap Nias Selatan van de provincie Noord-Sumatra, Indonesië. Loloanaa telt 562 inwoners (volkstelling 2010).